# Karáncsfalva
Karáncsfalva (románul Crâncești) falu Romániában, a Partiumban, Bihar megyében.

## Fekvése
Magyarcsékétől délkeletre, a Topa-patak mellett, Nánhegyes és Csékehodos közt fekvő település.

## Története
1910-ben 587 lakosából 14 magyar, 573 román volt. Ebből 573 görögkeleti ortodox, 9 izraelita volt.
A trianoni békeszerződés előtt Bihar vármegye Magyarcsékei járásához tartozott.
A 2002-es népszámláláskor 542 lakója közül mindenki (100%) román volt.